# Daniel Bochner
Daniel Bochner (* 5. September 1984 in Toronto, Ontario) ist ein ehemaliger kanadisch-israelischer Eishockeyspieler, der zuletzt bis 2011 beim HC Bat Yam in der israelischen Eishockeyliga unter Vertrag stand und heute als Trainer tätig ist.

## Karriere
Bochner begann seine Karriere beim HC Bat Yam in der israelischen Eishockeyliga. Mit 17 Jahren wechselte er in die Ontario Provincial Junior A Hockey League, in der er in vier Jahren für drei verschiedene Klubs spielte. Nachdem er die Spielzeit 2006/07 bei den Niagara Falls Canucks in der Golden Horseshoe League, einer Amateurliga, verbracht hatte, wechselte er nach Europa. Zunächst stand er ein Jahr beim HK Beostar in der serbischen Eishockeyliga unter Vertrag. Anschließend wechselte er zu Nice Hockey Côte d’Azur und konnte mit dem Klub die drittklassige französische Division 2 gewinnen. Trotz des damit verbundenen Aufstiegs in die Division 1 verließ er das Team und kehrte zum HC Bat Yam zurück, bei dem er 2011 seine Karriere beendete.
In der Spielzeit 2015/16 war als Cheftrainer der Don Mills Flyers in der Greater Toronto Hockey League, einer kanadischen Juniorenliga, aktiv.

### International
Bereits im Juniorenbereich spielte Bochner für Israel und nahm an den U18-Weltmeisterschaften der Europa-Division II 1999 und 2000 sowie der Weltdivision III 2001 teil.
Für die israelische Nationalmannschaft bestritt Bochner die Weltmeisterschaften der Division II 2001, 2002, 2003, 2004, 2005, 2007, 2008 und 2009. Bei der Weltmeisterschaft 2006 spielte er mit den Israelis erstmals in der Division I, musste aber den sofortigen Abstieg hinnehmen. Nach dem Abstieg 2010 trat der Verteidiger mit seiner Mannschaft bei der Weltmeisterschaft 2011 in der Division III in Kapstadt an und gewann dort durch ein hart umkämptes 6:5 nach Verlängerung gegen die Gastgeber den Titel und mit diesen zusammen den sofortigen Wiederaufstieg.

## Erfolge und Auszeichnungen
- 2005 Aufstieg in die Division I bei der Weltmeisterschaft der Division II, Gruppe B
- 2008 Aufstieg in die französische Division 1 mit Nice Hockey Côte d’Azur
- 2011 Aufstieg in die Division II bei der Weltmeisterschaft der Division III